# 1970년 칸 영화제
제23회 칸 영화제는 1970년 5월 2일부터 1970년 5월 16일까지 열린 영화제이다. 프랑스 칸에서 개최되었다.

## 수상

### 황금종려상
- 매쉬 - 로버트 알트만 수상

### 심사위원대상
- 분노의 함성 - 스튜어트 해그먼 수상

### 감독상
- 마지막 군주 레오 - 존 부어만 수상

### 여우주연상
- 메텔로 - 오타비아 피콜로 수상

### 남우주연상
- 질투의 드라마 - 마르첼로 마스트로야니 수상